# Comuna 4 (Bucaramanga)
La Comuna 4 u Occidental es una división territorial urbana de la ciudad de Bucaramanga, en Colombia.

## División administrativa
La comuna se encuentra formada por los barrios: Gaitán, Granadas, Nariño, Girardot, La Feria, Nápoles, Pío Xll, 23 de Junio, Santander, Don Bosco, 12 de Octubre, La Gloria.
También incluye los asentamientos: Camilo Torres, Zarabanda, Granjas de Palonegro Norte, Granjas de Palonegro Sur, Navas, y la Zona Industrial de Río de Oro.